# Drepanosticta clados
Drepanosticta clados – gatunek ważki z rodziny Platystictidae. Występuje endemicznie na Filipinach.